# Ardisia aprica
Ardisia aprica är en viveväxtart som beskrevs av Fletcher. Ardisia aprica ingår i släktet Ardisia och familjen viveväxter. Inga underarter finns listade i Catalogue of Life.